# Дем'ян Лисовець
Дем'я́н Лісове́ць (Демко Чигиринський) (рік народження невідомий, — листопад 1654) — український військовий діяч періоду Хмельниччини, дипломат.

## Життєпис
В 1649—1654 роках — генеральний осавул, один з сподвижників Богдана Хмельницького. Кілька разів призначався наказним гетьманом. Зокрема, під час походу на Дон у 1650 році,  навесні 1651 року при облозі Кам'янець-Подільського та у Молдавію у 1653 році, очолював козацькі полки в боях з королівськими військами на Поділлі (навесні 1653 року) і в районі Білої Церкви (влітку і восени 1653 року). Восени 1653 року вів переможні бої з поляками під Полонним. Був одним з головних дорадників Б. Хмельницького. Наприкінці літа 1654 року — посол гетьманського уряду в Молдовському князівстві.
20 березня 1650 року разом з Данилом Нечаєм внесли до Київського «ґроду» для реєстрації привілеї короля Яна ІІ Казимира для козаків.